# Painella harti
Painella harti är en insektsart som beskrevs av Frederick Arthur Godfrey Muir 1931. Painella harti ingår i släktet Painella och familjen Lophopidae. Inga underarter finns listade i Catalogue of Life.